# Chris New
Chris New (Swindon, 17 agosto 1981) è un attore, regista e sceneggiatore britannico.

## Biografia
New ha lasciato la sua città natale per recarsi a Londra per seguire i corsi della Royal Academy of Dramatic Art, presso la quale si è laureato nel 2006. Ha debuttato professionalmente nell'estate del 2006 al White Bear Theatre di Londra nella commedia Arden of Faversham, ambientata in epoca elisabettiana. Ha poi recitato ai Trafalgar Studios insieme ad Alan Cumming in Bent, opera che tratta della persecuzione degli omosessuali durante il Terzo Reich. 
Nel 2009, a Londra, ha recitato nella commedia di Simon Bent, Prick Up Yours Ears, con Joe Orton, mentre nel settembre 2011 ha interpretato il ruolo del protagonista in Edoardo II di Marlowe al Royal Exchange Theatre. Successivamente, tra gli altri lavori, ha recitato in Smallholding di Chris Dunkley. In seguito, durante l'estate del 2013, ha messo in scena The Precariat, ottenendo grande successo . 
New ha debuttato al cinema nel 2011 in un film romantico di Andrew Haigh, Weekend, nel quale ha interpretato uno dei due ruoli principali, recitando al fianco di Tom Cullen. Nell'aprile 2013 ha diretto il cortometraggio Tricking, risultato vincitore del primo premio al Nashville Film Festival. Nel 2014 ha diretto un film a basso costo, A Smallholding, per il quale ha scritto la sceneggiatura insieme a Chris Dunkley. 

## Vita privata
Chris New è omosessuale e si è dichiarato pubblicamente nel suo ambiente professionale nel 2006. Nel 2011 ha stipulato un'unione civile con il suo compagno David Watson, grafico. 

## Filmografia
- 2011 Weekend, attore
- 2013 Ticking, produttore, sceneggiatore, regista
- 2014 Chicken, co-sceneggiatore
- 2014 A Smallholding, co-sceneggiatore, regista, ingegnere del suono